# Bokils örarna
Bokils örarna är öar i Åland (Finland). De ligger i Skärgårdshavet och i kommunen Kumlinge i landskapet Åland, i den sydvästra delen av landet. Öarna ligger omkring 57 kilometer nordöst om Mariehamn och omkring 230 kilometer väster om Helsingfors.
Arean för den av öarna koordinaterna pekar på är 5,5 hektar och dess största längd är 350 meter i nord-sydlig riktning. Ön höjer sig omkring 10 meter över havsytan.